# Gara Aluniș Sălaj
Gara Aluniș Sălaj este o stație de cale ferată care deservește comuna Benesat, județul Sălaj, România.